# سكالسيا خشنة السويق
سكالسيا خشنة السويق (الاسم العلمي:Scalesia aspera) هي نوع من النباتات تتبع جنس السكالسيا من الفصيلة النجمية.